# Livets Stormagter
Livets Stormagter er en dansk stumfilm fra 1918 instrueret af Alfred Cohn efter manuskript af Djalmar Christofersen.

## Handling
For at redde sin faders renomé tvinges en kvinde til at gifte sig med er uansvarlig mand, som hun ikke elsker. Samtidig bliver hun forelsket i en religiøs forkynder for de fattige.